# Phlebarcys rubripennis
Phlebarcys rubripennis är en insektsart som beskrevs av Schmidt 1910. Phlebarcys rubripennis ingår i släktet Phlebarcys och familjen spottstritar. Inga underarter finns listade i Catalogue of Life.